# Minaret as-Silsila

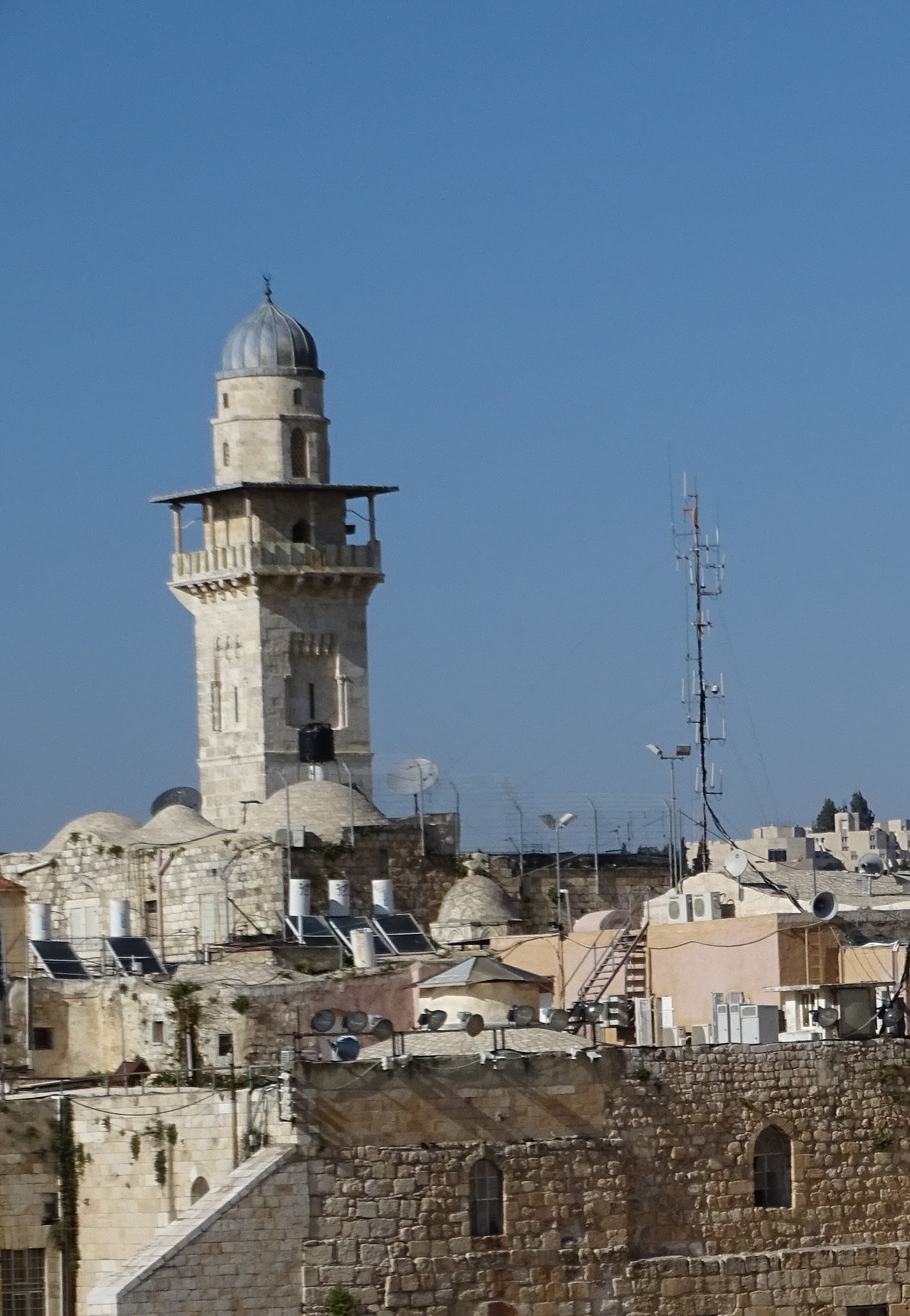
Minaret as-Silsila

Minaret as-Silsila (arabsky مئذنة باب السلسلة‎), dříve také minaret al-Mahakama, je jeden ze čtyř minaretů na Chrámové hoře ve Starém Městě v Jeruzalémě; všechny patří k mešitě al-Aksá.

## Minaret
Minaret as-Silsila na západní zdi areálu Chrámové hory, postavený r. 1329 v syrském stylu, se pravděpodobně nachází na místě staršího minaretu. Minaret as-Silsila má čtvercový půdorys. Po poškození vrchní části v důsledku zemětřesení byla tato v 19. století vystavěna znovu, a později byla ještě jednou nahrazena půlkruhovou kopulí. Baldachýn a olověný plášť pak pocházejí z rekonstrukce v letech 1923/1924. Datum vystavení minaretu (730 AH tj. 1329 n. l.) je uvedeno na nápisu na východní straně fundamentu minaretu: „Ve jménu Alláha, milosrdného, soucitného. Stavbu paláce nařídil v roce 730 sultán al-Malik an-Násir“.
Od počátku 16. století byl tento minaret vyhrazen pouze těm nejlepším muezzinům, kteří zde recitovali první azán, tedy volání ke společné modlitbě, kterému poté následovaly další minarety.